# Liste der Kulturdenkmäler in Bruch (Eifel)
In der Liste der Kulturdenkmäler in Bruch sind alle Kulturdenkmäler der rheinland-pfälzischen Ortsgemeinde Bruch aufgeführt. Grundlage ist die Denkmalliste des Landes Rheinland-Pfalz (Stand: 10. August 2023).

## Einzeldenkmäler
| Bezeichnung                        | Lage                                   | Baujahr                           | Beschreibung | Bild                           |
| ---------------------------------- | -------------------------------------- | --------------------------------- | --- | ------------------------------ |
| Wohnhaus                           | Auf der Katz 17 Lage                   | Anfang des 17. Jahrhunderts       | Fachwerkhaus, teilweise massiv, bezeichnet 1747, im Kern wohl vom Anfang des 17. Jahrhunderts | BW                             |
| Krugbackofen                       | Auf der Katz, gegenüber Nr. 18 Lage    | Anfang des 19. Jahrhunderts       | ehemaliger Krugbackofen, Anfang des 19. Jahrhunderts | BW                             |
| Hepgesburg                         | Burgstraße 9 Lage                      | erste Hälfte des 16. Jahrhunderts | Massivbau mit Treppengiebel und Aborterker, teilweise Fachwerk, erste Hälfte des 16. Jahrhunderts; Gesamtanlage mit Scheune und Bruchsteineinfriedung | Fotos hochladen                |
| Bildstock                          | Burgstraße, gegenüber Nr. 13 Lage      | 1704                              | barocker Kreuzigungsbildstock, Rotsandstein, bezeichnet 1704 | Fotos hochladen                |
| Burg Bruch                         | Brucher Burg Lage                      | 1211                              | ehemalige Wasserburg, 1211 genannt; zweiteilige Anlage; von der Kernburg erhalten Ringmauer und Bergfried, 13. Jahrhundert und um 1300 (dendrodatiert), spätgotisches Kegeldach, 1449 (dendrodatiert); große Teile der Ringmauer der Vorburg, Eckturm, Bergfried, Torhaus, 13. Jahrhundert; Herrenhaus, Mansarddachbau, 1738 | weitere Bilder Fotos hochladen |
| Katholische Pfarrkirche St. Rochus | In der Huf 3 Lage                      | 1807                              | Saalbau, 1807, 1872 erweitert | BW                             |
| Pfeilerkreuz                       | In der Huf, bei Nr. 3 Lage             | 1822                              | Pfeilerkreuz, bezeichnet 1822, Abschlusskreuz um 1900 | BW                             |
| Quereinhaus                        | Salmstraße 17 Lage                     | um 1800                           | Wohnteil eines ehemaligen Quereinhauses, um 1800 | BW                             |
| Wohnhaus                           | Salmstraße 19 Lage                     | 1757                              | spätbarockes Wohnhaus, bezeichnet 1757 | BW                             |
| Ölmühle                            | Schulstraße 1 Lage                     | um 1900                           | ehemalige Ölmühle; eingeschossiger Putzbau, um 1900, im Kern älter (?) | weitere Bilder Fotos hochladen |
| Wegekreuz                          | nordöstlich des Ortes an der K 44 Lage | 1838                              | Balkenkreuz, bezeichnet 1838 | BW                             |

## Ehemalige Kulturdenkmäler
| Bezeichnung | Lage              | Baujahr                    | Beschreibung                                                                                              | Bild |
| ----------- | ----------------- | -------------------------- | --- | ---- |
| Hofanlage   | Burgstraße 2 Lage | Mitte des 19. Jahrhunderts | zum Winkelhof erweitertes Quereinhaus, wohl aus der Mitte des 19. Jahrhunderts; aus Denkmalliste gelöscht | BW   |